# Dmytro Bondarenko
Dmytro Bondarenko (ukrainisch Дмитро Бондаренко; * 9. August 1936 in der Oblast Sumy) ist ein ehemaliger sowjetisch-ukrainischer Weitspringer.
Bei den Olympischen Spielen wurde er 1956 in Melbourne Vierter und 1960 in Rom Achter.
1962 wurde er Vierter bei den Leichtathletik-Europameisterschaften in Belgrad.
1961 wurde er Sowjetischer Meister. Seine persönliche Bestleistung von 7,84 m stellte er am 6. Mai 1961 in Kislowodsk auf.